# 藤永佳昭
藤永 佳昭（ふじなが よしあき、1992年〈平成4年〉4月10日 - ）は、日本のプロバスケットボール選手である。兵庫県神戸市出身。ポジションはポイントガード。

## 来歴
北陸高校から東海大学に進学。卒業後、アースフレンズ東京Zに入団。2016年、名古屋ダイヤモンドドルフィンズに移籍。2018年、千葉ジェッツに移籍。
2022年オフ、アルバルク東京に移籍。
2023年、秋田ノーザンハピネッツに移籍。秋田では怪我のため出場機会がわずかであった。
2024年、富山グラウジーズに移籍。